# Tigné
Tigné ist eine Ortschaft und eine Commune déléguée in der französischen Gemeinde Lys-Haut-Layon mit 722 Einwohnern (Stand: 1. Januar 2022) im Département Maine-et-Loire in der Region Pays de la Loire. Die Einwohner werden Tignéens genannt.
Mit Wirkung vom 1. Januar 2016 wurden die Gemeinden Les Cerqueux-sous-Passavant, La Fosse-de-Tigné, Nueil-sur-Layon, Tancoigné, Tigné, Trémont sowie Vihiers aus der ehemaligen Communauté de communes du Vihiersois-Haut-Layon zu einer Commune nouvelle mit dem Namen Lys-Haut-Layon zusammengelegt. Die Gemeinde Tigné gehörte zum Arrondissement Cholet und zum Kanton Cholet-2.

## Geografie
Tigné liegt etwa 36 Kilometer südsüdöstlich von Angers am Layon in der Mauges.

## Bevölkerungsentwicklung
| 1962                       | 1968 | 1975 | 1982 | 1990 | 1999 | 2006 | 2013 |
| -------------------------- | ---- | ---- | ---- | ---- | ---- | ---- | ---- |
| 878                        | 952  | 825  | 767  | 718  | 713  | 754  | 770  |
| Quellen: Cassini und INSEE |      |      |      |      |      |      |      |

## Sehenswürdigkeiten
- Kirche Saint-Pierre, 1860 bis 1863 erbaut
- Kapelle Sainte-Anne aus dem 12. Jahrhundert, Umbauten aus dem 17. Jahrhundert, Monument historique seit 1926
- Schloss Le Grand-Riou aus dem 15. Jahrhundert, seit 1988 Monument historique
- Herrenhaus Saint-Jacques-Saint-Jean aus dem 16./17. Jahrhundert, seit 1989 Monument historique
- Schloss und Domäne Tigné aus dem 14. Jahrhundert
- Mehrere Herrenhäuser aus dem 15./16. Jahrhundert

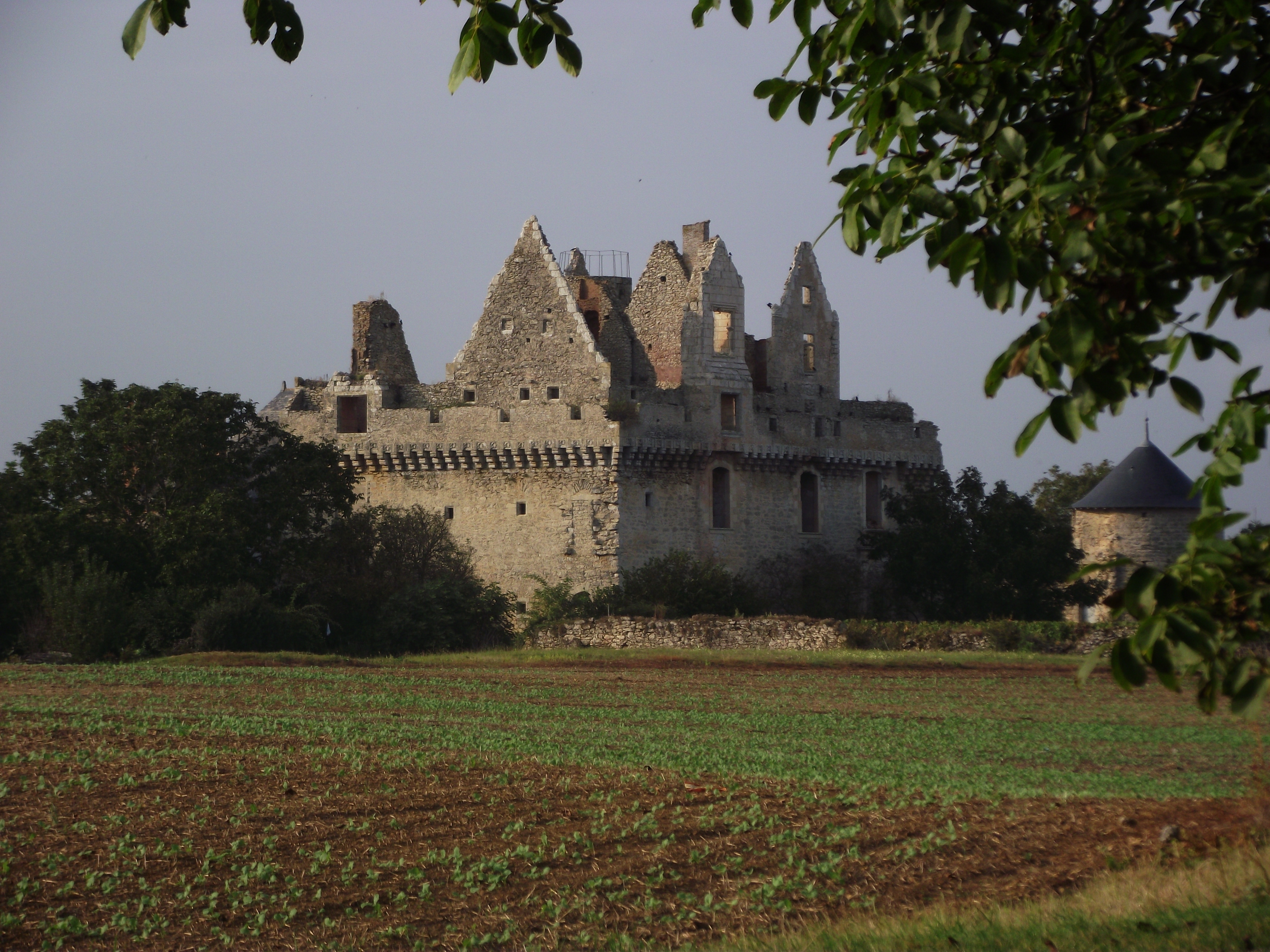
Schloss Le Grand-Riou

## Wirtschaft
Hier im Weinbaugebiet Anjou werden vor allem die Weine der Appellationen Coteaux-du-Layon ausgebaut.

## Persönlichkeiten
- Claude-Maur d’Aubigné (1658–1719), Bischof von Noyon (1701–1707), Erzbischof von Rouen (1707–1719)